# Nice Guys Finish Last
Singles de Green Day
Redundant
(1998) Minority
(2000)
Nice Guys Finish Last est une chanson du groupe punk rock américain Green Day, tirée de leur album Nimrod, paru en 1997. Ce fut le quatrième single extrait de l'album. La chanson se classa #4 dans les charts américain, #15 dans les charts anglais et #11 dans les charts français.
Elle figure également sur International Superhits!, compilation des singles de Green Day parue en 2001.

## Liste des chansons
Version australienne
1. Nice Guys Finish Last
2. Good Riddance (Time of Your Life) (live)
3. The Grouch (live)
4. She (live)